# Lucilia iris
Lucilia iris este o specie de muște din genul Lucilia, familia Calliphoridae, descrisă de Shannon în anul 1926.
Este endemică în Peru. Conform Catalogue of Life specia Lucilia iris nu are subspecii cunoscute.